# Красна Підгора
Красна Підго́ра (рос. Красная Подгора, ерз. Красная Подгора) — присілок у складі Краснослободського району Мордовії, Росія. Входить до складу Краснопідгорного сільського поселення.
Населення — 236 осіб (2010; 240 у 2002).
Національний склад (станом на 2002 рік):
- росіяни — 87 %